# Acoustic Aid
Acoustic Aid ist der Titel eines Musiksamplers, der 1992 zu Gunsten der San Francisco AIDS Foundation entstanden war. Das Album enthielt Lieder, die von den jeweiligen Künstlern gespendet worden waren.

## Hintergrund
Das Album wurde von Mitarbeitern des inzwischen nicht mehr bestehenden US-amerikanischen Radiosenders „KOME 98,5 FM“ initiiert und zusammengestellt, und ist Freddie Mercury gewidmet, der ein Jahr vor Erscheinen der CD an AIDS verstorben war. Brian May hatte für die Käufer eine Grußbotschaft verfasst, die im Booklet zu finden ist:

„Danke, dass Du diese CD gekauft hast. Dadurch hast Du die gute Arbeit, die KOME und die San Francisco Aids Foundation bei der Bekämpfung des schrecklichen Virus leisten, der Freddie von uns genommen hat, weitergebracht. Aids hat viele der Talentierten und Innovativen unter uns befallen und getötet; jetzt bedroht es unsere Freunde, Familien und Kinder, und es zerschneidet Bindungen in jedem Lebenslauf. Nur, indem wir uns kümmern, können wir es stoppen. Mit Liebe, Brian May“

Viele Künstler trugen mit teilweise unveröffentlichten oder in der jeweiligen Version bisher nicht bekannten Titeln zu diesem Album bei, so zum Beispiel Nils Lofgren, The Black Crowes und Greg Lake.

## Rezeption
Audio schrieb:

„Nun spült die Unplugged-Welle den ersten Sampler unter den Laser: In San Franzisko ging die Radiostation KOME Rockstars für ein Aids-Benefizalbum an - und bekam 16 akustische Live-Versionen zusammen. Überwiegend unveröffentlicht oder extra produziert, reiht sich fast nahtlos ein Highlight ans andere. Dabei: Queen (Is This The World We Created), die Allman Brothers mit einer grandiosen Melissa-Version, Jethro Tull (Bourrée), Mr. Big (To Be With You), die Black Crowes und als deutsche Vertreter MSG. Nur gut!“

## Titelliste
1. 2:14 – Is This The World We Created (Queen)
2. 3:52 – To Be With You (Mr. Big)
3. 5:01 – Melissa (The Allman Brothers Band)
4. 2:19 – Blood And Roses (The Allman Brothers Band, Pat DiNizio)
5. 3:16 – Bouree (Jethro Tull)
6. 4:20 – When I'm Gone (Michael Schenker Group)
7. 2:33 – From The Beginning (Greg Lake)
8. 3:25 – Prove It Every Night (Eddie Money)
9. 6:00 – Keith Don't Go (Nils Lofgren)
10. 6:19 – She Talks To Angels (The Black Crowes)
11. 2:12 – Tuesday Afternoon (Justin Hayward)
12. 4:01 – Lunatic Fringe (Tom Cochrane)
13. 5:07 – Hands Of Time (Y&T)
14. 3:51 – Rad Gumbo (Little Feat)
15. 2:33 – Your Love (The Outfield)
16. 3:21 – Turn Turn Turn (Roger McGuinn)